# Joseph Losey

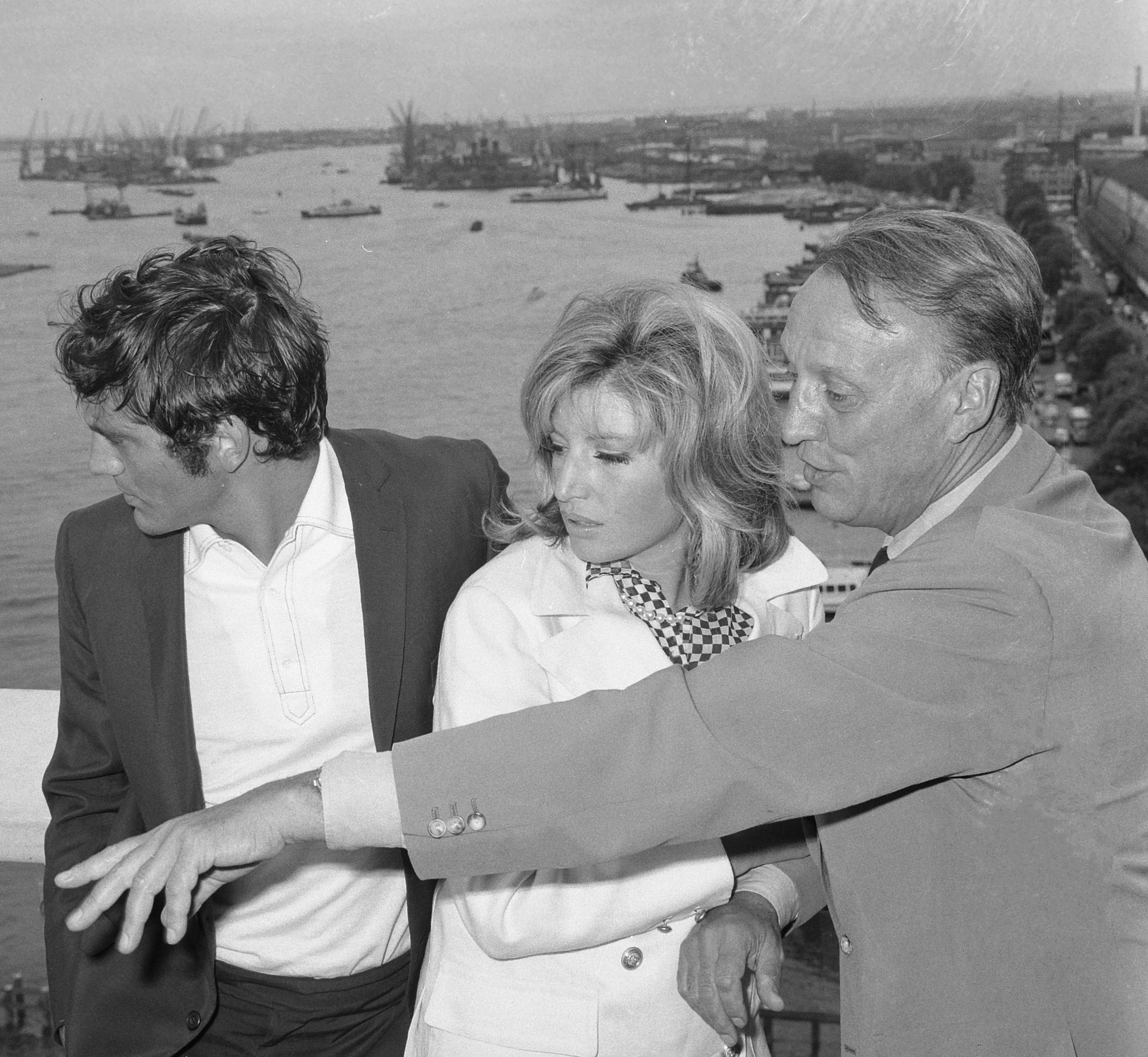
Joseph Losey instruerar Terence Stamp och Monica Vitti inför en tagning i Modesty Blaise 1966.

Joseph Walton Losey, född 14 januari 1909 i La Crosse i Wisconsin, död 22 juni 1984 i London i Storbritannien, var en amerikansk teater- och filmregissör.
Joseph Losey svartlistades under 1950-talet för påstådda kommunistsympatier. Han valde att verka resten av sitt liv i England och Frankrike.

## Filmografi (urval)
- 1948 – Pojken med gröna håret
- 1951 – M = mördaren
- 1951 – Rovdjuret
- 1956 – X: The Unknown
- 1963 – ...de kallblodiga
- 1963 – Betjänten
- 1966 – Modesty Blaise
- 1967 – Kraschen
- 1968 – Svart spegel
- 1971 – Budbäraren
- 1972 – Mordet på Trotskij
- 1976 – Mr. Klein
- 1978 – Roads to the South
- 1979 – Don Giovanni
- 1982 – La Truite
- 1985 – Steaming